# Zé da Zilda
José Gonçalves, plus connu sous le nom de Zé da Zilda (Rio de Janeiro, 1908 - Rio de Janeiro, 1954), est un chanteur et compositeur brésilien.

#### Monographie
- (pt) Zuza Homem de Mello (dir) et Maristela Ribeiro de Almeira (dir), Zé da Zilda, Art/Publifolha, 2000, 476 p. (ISBN 8574022519).

#### Ouvrages généraux
- (pt) Euclides Amaral, Alguns Aspectos da MPB, Rio de Janeiro, EAS Editora, 2014.
- (pt) M. A. de Azevedo et al., Discografia brasileira em 78 rpm, Rio de Janeiro, Funarte, 1982.
- (pt) Sylvio Tullio Cardoso, Dicionário Biográfico da música Popular, Rio de Janeiro, Edição do autor, 1965.
- (pt) Marcos Antônio Marcondes, Enciclopédia da Música Brasileira: Popular, Erudita e Folclórica, Art Editora, 1998, 887 p. (ISBN 8574020532, lire en ligne).
- (pt) Ary Vasconcelo, Panorama da Música Popular Brasileira, vol. 2, Rio de Janeiro, Martins, 1965.